# Shunsaku Kudo (militar)
Shunsaku Kudō (工藤 俊作, Kudō Shunsaku), (1901-1979) fue un marino de la Armada Imperial Japonesa, comandante de  destructores en el Frente del Pacífico durante la Segunda Guerra Mundial.
Sus hechos humanitarios atípicos de un marino japonés en tiempos de guerra fueron conocidos después de finalizado el conflicto.

## Biografía
Nacido en la Prefectura de Yamagata en 1901, Kudō se graduó de la Academia Naval Imperial Japonesa en 1923,  fue asignado al crucero ligero Yubari como guardiamarina, y luego asignado al  acorazado Nagato en octubre de 1924. Fue comisionado en diciembre de 1924 y ascendido al rango de  teniente segundo en 1926.  En 1929 tomó su primer mando del  destructor Hatakaze. En noviembre de 1940 asumió el mando del destructor Ikazuchi.

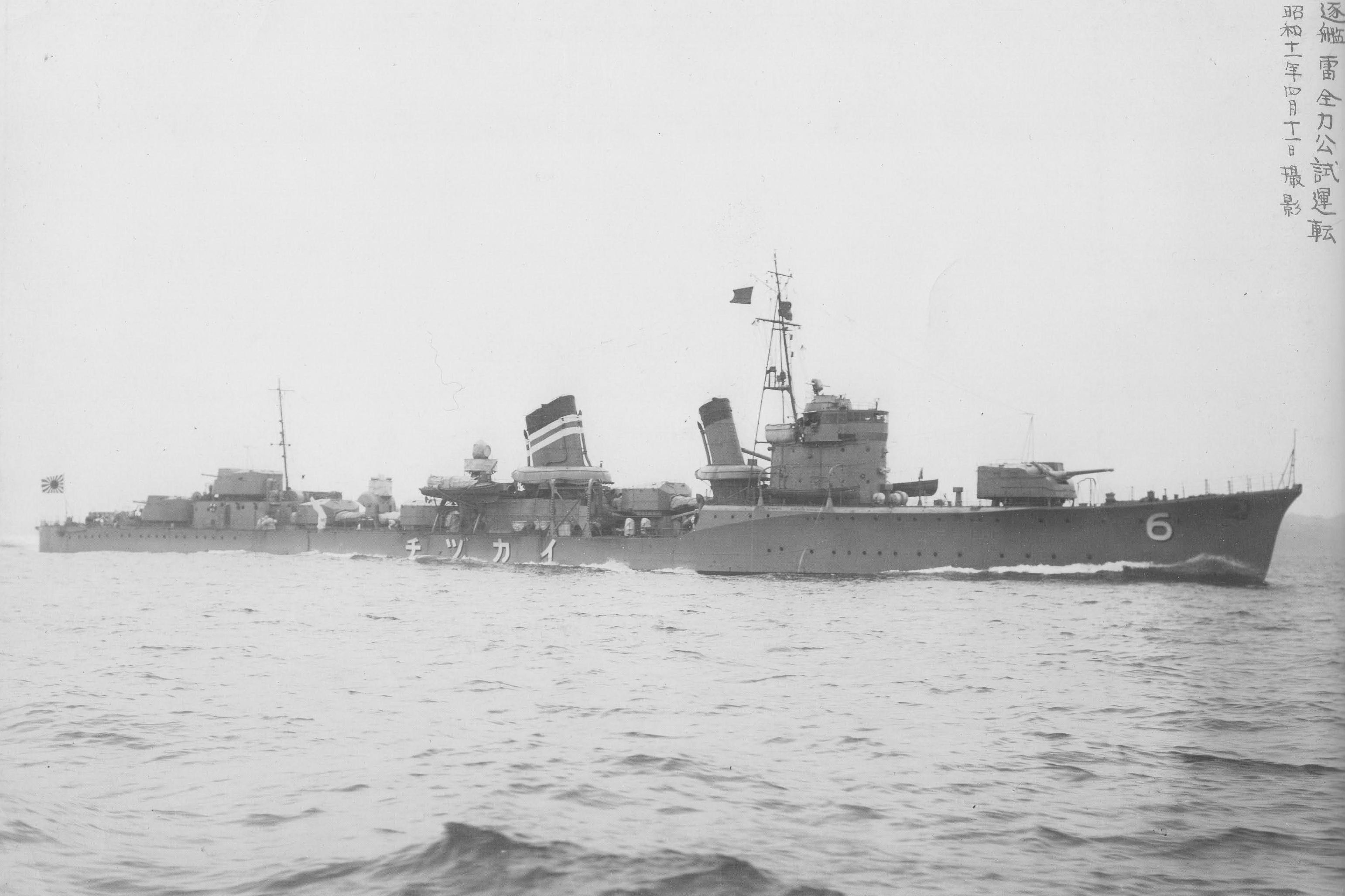
Destructor Ikazuchi

### Frente del Pacífico
Tras participar en la segunda Batalla del mar de Java, el 2 de marzo de 1942, el teniente comandante Kudō ordenó a su tripulación rescatar a 442 supervivientes tanto como del destructor de la Marina Real HMS Encounter y el destructor de la Marina de los Estados Unidos USS Pope (algunas fuentes señalan que se sumaron los del  HMS  Exeter).  Estos barcos habían sido hundidos el día anterior, junto con el  HMS  Exeter, en el mar de Java entre Java y Borneo, frente al puerto indonesio de Soerabaja. Los supervivientes habían estado a la deriva durante unas 20 horas, en balsas y chalecos salvavidas o aferrados a flotadores, muchos cubiertos de aceite y gravemente heridos y al límite de su resistencia. El Ikazuchi izó la bandera de señales marítimas internacionales para indicar que estaba en operaciones de rescate humanitario y valientemente se dedicaron a rescatar a los 442 sobrevivientes.

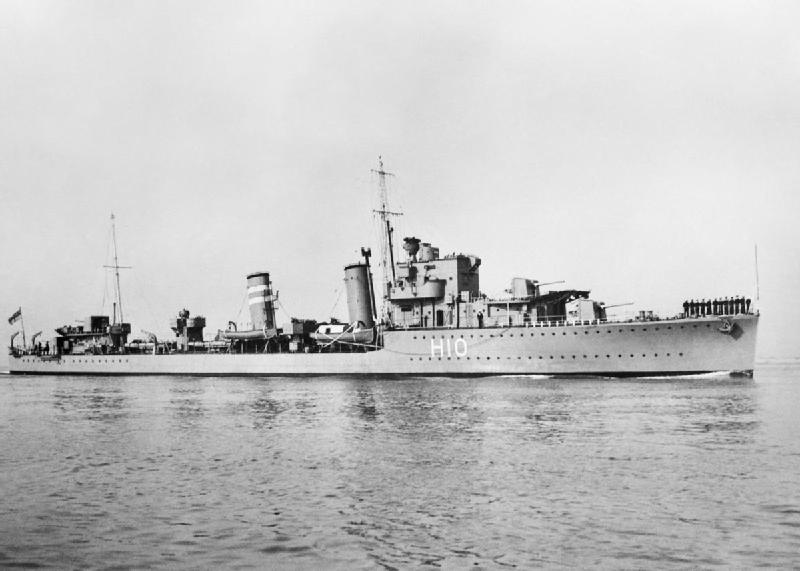
Destructor británico HMS Encounter

Este había sido un acto fue completamente inusual al conocido comportamiento estándar de la marina japonesa con el enemigo rendido, el esfuerzo de rescate requirió que casi la totalidad de los 220 tripulantes japoneses abandonaran sus puestos de combate, exponiendo al Ikazuchi al ataque enemigo y consumiendo mucho más combustible del necesario. Esta decisión humanitaria atípica del teniente comandante Kudō puso al Ikazuchi en riesgo de ataque submarino e interfirió con su capacidad de combate debido a la gran cantidad de marineros rescatados sobre su cubierta. 

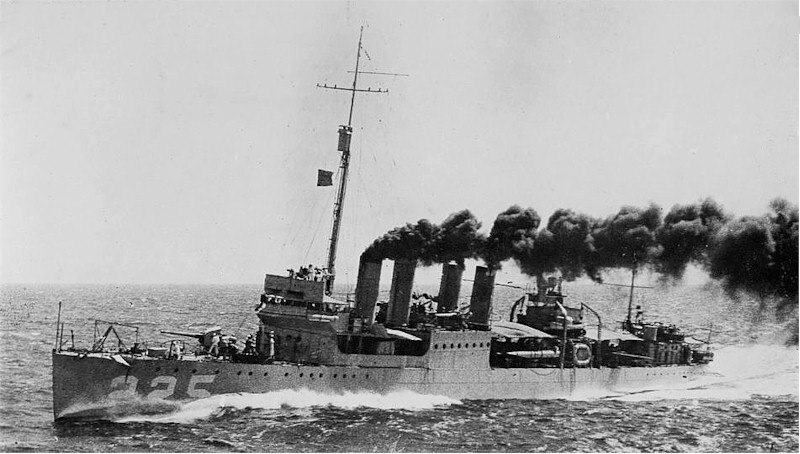
USS Pope

Al día siguiente, rescató a la tripulación de un pequeño petrolero holandés probablemente el Kasuaris que el Ikazuchi había interceptado y hundido previamente,  finalmente llevó a Bandjermasin donde pasaron a ser prisioneros, 38 del total de ellos murieron posteriormente en cautiverio en el campo de prisioneros de Zentsuji. Kudō ordenó guardar secreto a su tripulación no dejando registro en la bitácora y este hecho no fue conocido por sus superiores hasta después de finalizada la guerra.
El 13 de agosto de 1942, fue relevado del mando del Ikazuchi y tomó el mando del Hibiki. Después de pasar por la rutina de mantenimiento en Yokosuka, en septiembre de 1943 fue enviado a Shanghái de donde escoltó un convoy de tropas a Truk y Rabaul. Kudo fue asignado para escoltar convoyes de buques entre Balikpapan, Singapur y Truk, y como un transporte de alta velocidad entre Truk, Ponape y varias de las Islas Carolinas hasta finales de noviembre. 
Kudō supo del triste destino del Ikazuchi (hundido por torpedos del USS Harder (SS-257) sin sobrevivientes el 13 de abril de 1944), la humildad y la tristeza sellaron los labios de Kudō por lo que nunca le contó a nadie sobre este heroico rescate y decidió celosamente guardar silencio en lealtad a su tripulación.
El 10 de diciembre de ese año fue relevado como comandante, puesto en tierra y asignado al Departamento de Ingeniería civil de la marina como adjunto.

## Posguerra
Finalizada la guerra, Kudō pasó a la vida civil y murió de cáncer de estómago en 1979, fue enterrado en el templo de Yakurinji, Saitama.
La acción humanitaria de Shunsaku Kudō  y su tripulación fue conocida casualmente por los japoneses después de la guerra cuando un exmarino y diplomático británico, Sir Sam Falle sobreviviente del HMS Encounter quiso agradecer al comandante del Ikazuchi por intermedio de un antiguo tripulante, Shunzo Tagami, por su noble acción.

## Relacionados
- Incidente del Laconia